# Mảng Ấn Độ

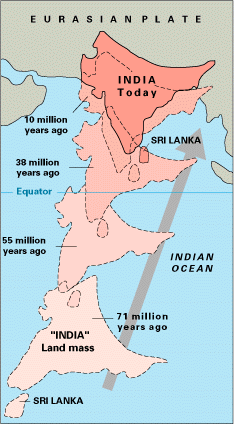
Do trôi dạt lục địa, mảng Ấn Độ tách ra từ Madagascar và va chạm với mảng Á-Âu gây ra sự hình thành của dãy núi Himalaya.

Mảng Ấn Độ hay Mảng Ấn là một mảng kiến tạo nguyên thủy là một phần của lục địa cổ Gondwana và tách ra từ nó để trở thành một mảng kiến tạo lớn. Khoảng 50 tới 55 triệu năm trước (Ma), nó hợp nhất với mảng Australia (mảng Úc) cận kề. Ngày nay nó là một phần của mảng Ấn-Úc và bao gồm tiểu lục địa Ấn Độ cũng như một số phần của vùng bồn địa nằm dưới Ấn Độ Dương.
Vào cuối kỷ Phấn trắng, khoảng 90 Ma, sau khi tách ra khỏi Gondwana tại khu vực khi đó là đường ráp nối của Madagascar và Ấn Độ, mảng Ấn Độ bắt đầu di chuyển về phía bắc với tốc độ khoảng 20 cm/năm (8 inch/năm)  và bắt đầu va chạm với châu Á trong khoảng từ 50 tới 55 Ma, thuộc thời kỳ của thế Eocen trong đại Tân sinh. Trong thời gian này, mảng Ấn Độ đã di chuyển một khoảng cách khoảng 2.000 đến 3.000 km (1.200 đến 1.900 dặm Anh) và như thế nó di chuyển nhanh hơn bất kỳ mảng kiến tạo nào đã biết. Năm 2007, các nhà địa chất Đức đã xác định rằng nguyên nhân để mảng Ấn Độ di chuyển nhanh như vậy là do nó có độ dày chỉ khoảng một nửa độ dày của các mảng kiến tạo khác trước đây đã tạo ra Gondwana.
Sự va chạm của nó với mảng Á-Âu dọc theo ranh giới giữa Ấn Độ và Nepal đã tạo thành một đai kiến tạo sơn để sinh ra cao nguyên Thanh Tạng và dãy núi Himalaya, do các loại trầm tích đại dương đã chụm lại giống như đất trước khi bị vùi lấp.
Mảng Ấn Độ hiện tại đang di chuyển về phía bắc với tốc độ chỉ còn 5 cm/năm (2 inch/năm). Điều này làm cho mảng Á-Âu bị biến dạng trong khi mảng Ấn Độ bị nén với tốc độ 4 mm/năm (0,15 inch/năm).

## Động đất Ấn Độ Dương năm 2004

Mảng Ấn Độ, phần màu đỏ

Trận động đất cường độ 9,3 ngày 26 tháng 12 năm 2004 trong lòng Ấn Độ Dương là do ứng suất trong đới hút chìm tại nơi mà mảng Ấn Độ trượt xuống phía dưới mảng Burma thuộc miền đông Ấn Độ Dương với tốc độ 6 cm/năm (2,5 inch/năm), gây ra. Rãnh Sunda được tạo ra dọc theo ranh giới này, nơi mà mảng Ấn-Úc gặp mảng Á-Âu. Các trận động đất trong khu vực này nói chung bị gây ra bởi phay nghịch chờm, trong đó phay địa chất trượt vuông góc với rãnh; hoặc là do phay trượt bằng, trong đó các loại vật liệu đất đá dịch chuyển ngang về phía đông của phay đang trượt dọc theo theo hướng của rãnh.
Giống như các trận động đất lớn khác, trận động đất ngày 26 tháng 12 năm 2004 đã được tạo ra bởi phay nghịch chờm. Đoạn đứt gãy dài khoảng 100 km (60 dặm Anh) đã làm cho khoảng 1.600 km (994 dặm Anh) của bề mặt chung bị trượt đi, di chuyển phay này tới 15 m (50 ft) và nâng đáy biển lên vài mét, tạo ra một cơn sóng thần (tsunami) lớn.

## Động đất Kashmir 2005

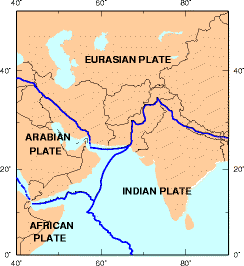
Hình đơn giản minh họa ranh giới của mảng Ấn Độ với mảng Á-Âu, châu Phi và Ả Rập; trận động đất Kashmir 2005 xảy ra tại đỉnh phía tây bắc của mảng Ấn Độ.

Ngày 8 tháng 10 năm 2005, một trận động đất cường độ 7,6 đã xảy ra gần Muzaffarabad, Kashmir, Pakistan làm chết hơn 80.000 người và làm cho trên 2,5 người không còn nơi ở.